# Vario LF
Vario LF (також використовуються Tatra T3R.EVN і Tatra T3RN.EV) — тип трамвая, що виробляється з 2004 року спільно чеськими компаніями Pragoimex as у Празі та Krnovské opravny a strojírny, sro (KOS) у Крнові.

## Дизайн
Vario LF є модернізацією моделі Tatra T3, що випускалася з кінця 1960-х до 1990 -х років. 
Дизайн трамвая нагадує одну з попередніх модернізацій Т3 — Tatra T3R.EV.
Це односпрямований, чотиривісний зчленований вагон, з 36% низької підлоги. 
Висота підлоги вагона в низькопідлоговій частині становить 350 мм, а в іншій — 860 мм.
Відмінності від T3R.EV полягають у центральній секції з низькою підлогою (що зробило весь вагон довшим на 1,1 м, щоб секція з низькою підлогою була достатньо довгою) і сучасний екстер’єр, розроблений Франтішеком Пеліканом.
Справа троє подвійних дверей. 
Загальна кількість місць для сидіння — 116, з них 32 — для сидіння, 84 — для стояння. 
Електрообладнання Europulse TV розміщене на даху трамвая. 
Vario LF має чотири асинхронні двигуни, кожен з яких виробляє 90 кіловатів.

## Постачання та експлуатація
| Держава              | Мережа               | Тип                  | Роки постачання      | Кількість | Нумерація |        |
| -------------------- | -------------------- | -------------------- | -------------------- | --------- | --- | ------ |
| Чехія                | Брно                 | Vario LFR.E          | 2006–2018            | 32        | 1497, 1523, 1530, 1539, 1541, 1551, 1553–1557, 1567, 1573–1575, 1580, 1582, 1584, 1586, 1590, 1592, 1596–1599, 1601, 1605, 1616, 1617, 1626, 1627, 1630 | [ 1 ]  |
| Чехія                | Мост — Літвінов      | Vario LFR.S          | 2016–2018            | 2         | 253, 266 | [ 2 ]  |
| Чехія                | Оломоуць             | Vario LF.E           | 2006–2007            | 3         | 251–253 | [ 3 ]  |
| Чехія                | Оломоуць             | Vario LFR.E          | 2007–2011            | 7         | 231–237 | [ 4 ]  |
| Чехія                | Оломоуць             | Vario LFR.S          | 2012–2018            | 10        | 238–247 | [ 5 ]  |
| Чехія                | Острава              | Vario LFR.E          | 2005–2012            | 47        | 1311–1357 | [ 6 ]  |
| Чехія                | Острава              | Vario LFR.S          | 2013–2014            | 16        | 1358–1373 | [ 7 ]  |
| Чехія                | Пльзень              | Vario LFR.S          | 2010–2014            | 26        | 333–335, 338–353, 356–360, 364, 365 | [ 8 ]  |
| Росія                | Москва               | Vario LF             | 2009                 | 1         | 2400 | [ 9 ]  |
| Словаччина           | Кошиці               | Vario LFR.S          | 2011                 | 1         | 701 | [ 10 ] |
| Узбекистан           | Ташкент              | Vario LF.S           | 2011–2012            | 20        | 2001–2011, 3201–3209 | [ 11 ] |
| Загальна кількість:: | Загальна кількість:: | Загальна кількість:: | Загальна кількість:: | 165       | |        |